# Tod D. Wolters
Tod Daniel Wolters, né le 13 octobre 1960 aux États-Unis, est un général quatre étoiles de l’US Air Force.